# Apanteles bannaensis
Apanteles bannaensis är en stekelart som beskrevs av Song, Chen och Yang 2001. Apanteles bannaensis ingår i släktet Apanteles och familjen bracksteklar. Inga underarter finns listade i Catalogue of Life.